# Con Dao

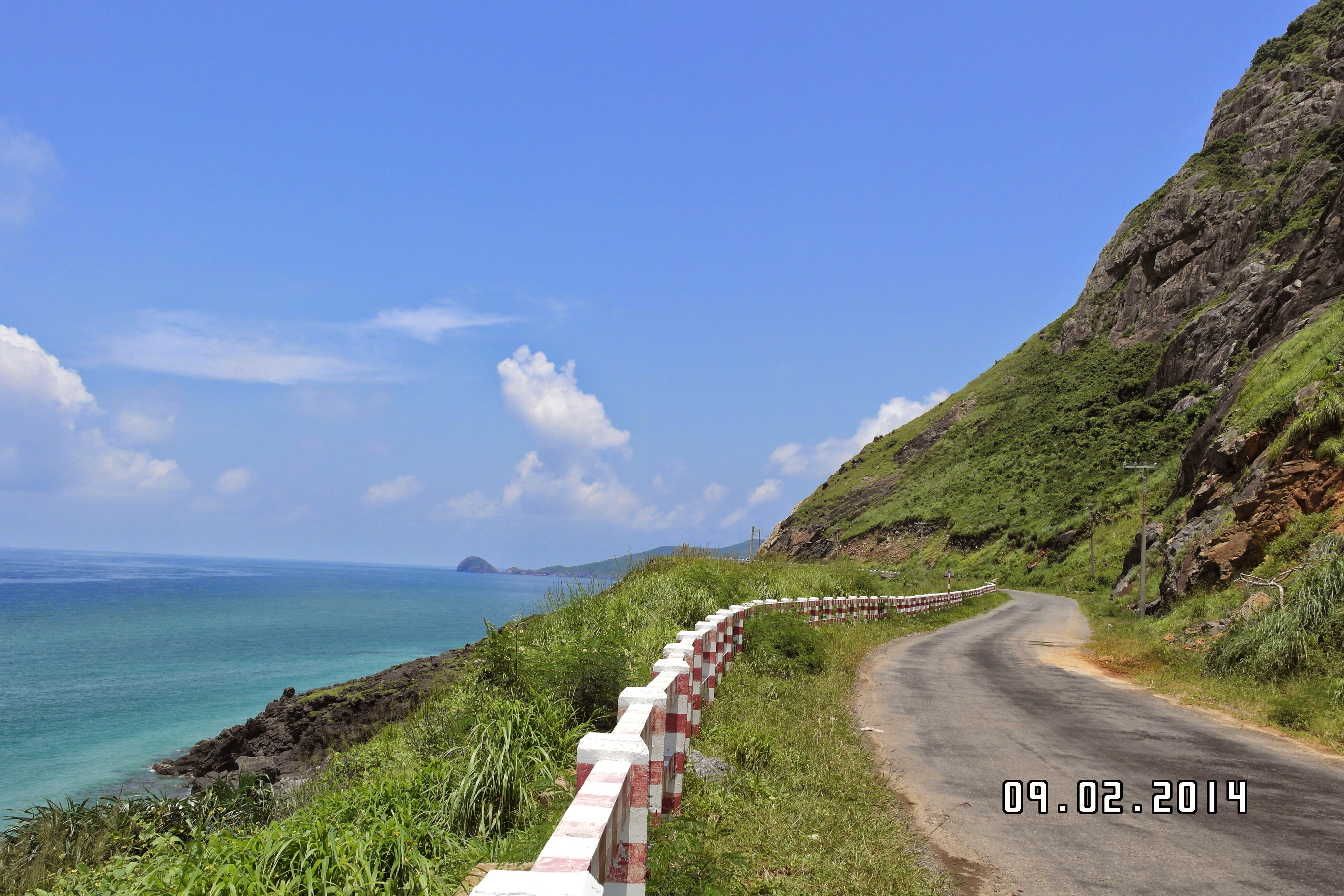
Côn Đảo, Bà Rịa - Vũng Tàu, Vietnam

Con Dao é um arquipélago do Vietnã onde se encontra o Parque nacional de Con Dao.

## Dados
Maior cidade: Con Son

## Das ilhas
Con Dao tem 16 ilhas, totalizando 76 km²:
- Côn Lôn
- Hòn Côn Lôn Nhỏ
- Hòn Bảy Cạnh
- Hòn Cau
- Hòn Bông Lan
- Hòn Vung
- Hòn Ngọc
- Hòn Trứng
- Hòn Tài Lớn
- Hòn Tài Nhỏ
- Hòn Trác Lớn
- Hòn Trác Nhỏ
- Hòn Tre Lớn
- Hòn Tre Nhỏ
- Hòn Anh
- Hòn Em